# Bereich Rechtsangelegenheiten
Der Bereich Rechtsangelegenheiten (englisch Office of Legal Affairs, OLA) des UN-Sekretariats ist innerhalb der Vereinten Nationen für Rechtsangelegenheiten zuständig.

## Geschichte und Aufgaben
Die Gründung des Bereichs Rechtsangelegenheiten wurde dem UN-Generalsekretär aufgetragen durch Resolution 13 der UN-Generalversammlung vom 1. Februar 1946. Ursprünglich war der Bereich als Abteilung realisiert, wurde jedoch 1954 zu einem eigenen Büro/Amt aufgewertet, um so besser seiner Rolle als Rechtsberater des Generalsekretärs und das Wirken in dessen Namen in Rechtsbelangen Rechnung zu tragen.
Bei seiner Gründung wurde der Bereich von einem Beigeordneten Generalsekretär geleitet und bestand aus den Abteilungen für Allgemeine Rechtsfragen, für Entwicklung und Kodifizierung des Internationalen Rechts, für Immunitäten und Verwaltung von Verträgen. 1967 wurde der Bereich für Internationales Handelsrecht eingerichtet, und 1992 wurde der Bereich Meeresangelegenheiten und Seerecht eingegliedert.
Heute wird der Bereich Rechtsangelegenheiten von einem Untergeneralsekretär (derzeit dem Portugiesen Miguel de Serpa Soares) und einem Beigeordneten Generalsekretär (derzeit dem US-Amerikaner Stephen Mathias) als Stellvertreter geleitet und beschäftigt etwa 160 Mitarbeiter. Er hat folgende Aufgaben:
- Bereitstellung eines zentralen und einheitlichen Rechtsdienstes für das UN-Sekretariat, den Generalsekretär und andere Organe der Vereinten Nationen,
- Unterstützung der fortschreitenden Entwicklung und Kodifizierung des internationalen öffentlichen Rechts und Handelsrechts,
- Förderung von Stärkung und Entwicklung der internationalen Rechtsordnung für die Meere und Ozeane sowie deren effektive Durchsetzung,
- Registrierung und Veröffentlichung von Verträgen sowie Wahrnehmung der Verwahrerfunktion des Generalsekretärs.

Das Zweijahresbudget des OLA beträgt etwa 36 Millionen US-Dollar.

## Gliederung
Der Bereich Rechtsangelegenheiten gliedert sich in folgende Abteilungen und Sektionen:
| Büro des Untergeneralsekretärs               | Office of the Under-Secretary-General             | OUSG     |
| Büro des Rechtsberaters                      | Office of the Legal Counsel                       | OLC      |
| Abteilung Allgemeine Rechtsfragen            | General Legal Division                            | GLD      |
| Abteilung Kodifizierung                      | Codification Division                             | COD      |
| Abteilung Meeresangelegenheiten und Seerecht | Division for Ocean Affairs and the Law of the Sea | DOALOS   |
| Abteilung Internationales Handelsrecht       | International Trade Law Division                  | ITLD     |
| Sektion Verträge                             | Treaty Section                                    | TREATIES |